# Nowy Dzikowiec (Dzikowiec)
Nowy Dzikowiec (niem. Neu Ebersdorf) – przysiółek wsi Dzikowiec w Polsce, położony w województwie dolnośląskim, w powiecie kłodzkim, w gminie Nowa Ruda.

## Położenie
Nowy Dzikowiec położony jest w Sudetach Środkowych, na grzbiecie Garbu Dzikowca, na wysokości około 450–520 m n.p.m.

## Podział administracyjny
W latach 1975–1998 przysiółek administracyjnie należał do województwa wałbrzyskiego.

## Historia
Nowy Dzikowiec powstał w pierwszej połowie XIX wieku jako kolonia Dzikowca. Powstanie miejscowości wiązało się z rozwojem w okolicy górnictwa węgla kamiennego. Po 1945 roku kolonia zachowała swój charakter, ze względu na niedostatek gruntów uprawnych mieszkali tu głównie chłoporobotnicy. Miejscowość wyludnia się, w 1978 roku były tu 34 gospodarstwa rolne, w 1995 roku pozostała około połowa z nich.   